# Спиські Влахи
Спиські Влахи (словац. Spišské Vlachy) — місто в окрузі Спішска Нова Вес Кошицького краю Словаччини. Площа міста 42,21 км². Станом на 31 грудня 2015 року в Спиських Влахах проживало 3536 жителів.

## Історія
Перші згадки про місто датуються 1243 роком.

## Географія
Протікають Клчовський потік і Бранисько.

## Населення
| Рік:            | 1994. | 2004.   | 2014.   | 2024.   |
| --------------- | ----- | ------- | ------- | ------- |
| Кількість осіб: | 3434  | 3550    | 3577    | 3295    |
| Різниця:        |       | +3,37 % | +0,76 % | -7,88 % |

| Рік:            | 2023. | 2024.   |
| --------------- | ----- | ------- |
| Кількість осіб: | 3300  | 3295    |
| Різниця:        |       | -0,15 % |